# Penstemon seorsus
Penstemon seorsus là một loài thực vật có hoa trong họ Mã đề. Loài này được (A. Nelson) D.D. Keck mô tả khoa học đầu tiên năm 1940.